# Carl von Mentzer (politiker)
Carl Harder von Mentzer (i riksdagen kallad von Mentzer i Lilla Segerstad), född 22 juni 1857 i Reftele församling, Jönköpings län, död 10 mars 1936 i Värnamo församling, Jönköpings län, var en svensk kronofogde, vice häradshövding och riksdagsman.
Carl von Mentzer blev student vid Lunds universitet 1876 och avlade examen till rättegångsverken 1879. Han var därefter extra ordinarie notarie i Svea hovrätt 1880 och i Göta hovrätt 1882. Han var kronofogde i Västbo härads fögderi från 1891. Som politiker var han ledamot av riksdagens första kammare från 1901 för Jönköpings läns valkrets.
Carl von Mentzer var gift med Anna Bagge. I äktenskapet föddes dottern Anna von Mentzer.